# 無知のヴェール
無知のヴェール（むちのヴェール）とは、『正義論』において、ジョン・ロールズが提唱した、公正な社会を思弁的・理論的に構築する上で、基礎とする思考実験上の仮定であり最も根本的な方法論である。
ジョン・ロールズはリベラリズムの大家と知られ、無知のヴェールは現代リベラル思想を切り開いた淵源の一つであり、政治思想を考える上で欠かす事のできない概念である。

## 背景
イギリスのジョン・ロックやトマス・ホッブズ、フランスのジャン＝ジャック・ルソーなどの啓蒙時代の哲学者らは、聖書やキリスト教の世界観に依存した王権神授説に代わる新たな国家像として社会契約論を提唱した。社会契約論では、国家が無い状態を想定し、その自然状態と呼ばれる環境で行われる万人の万人に対する闘争を収束させ、各人から自然権を譲渡された上で人権を保護する事が、国家の役割であると結論する。
『正義論』は、社会契約論の流れを汲んだ上で著述され、マジョリティの便益のためにマイノリティの権利が侵害されることを正当化しかねない功利主義に対して反論を試み、理想的な国家のあり方を改めて考えるために著述された。

## 概要
理想的な公正社会について考え、議論を行う上で、各人は自身がその社会において自分がどのような属性を有しどのような役割を担うのか、その点に関して無知であることを前提に行えば、今現在の立場に基づいたバイアスやポジショントークから解放され、真に公正な社会を導く事ができると考えた。即ち、他者に対して匿名であるだけでなく、自身に対しても匿名であるという前提。その前提こそが無知のヴェールであり、この思考実験的な方法論とその前提を受け入れて議論を行った時にのみ客観的な正義に基づいた理想社会が構想可能だと考えられた。

## 二つの原理
このような無知のヴェールに基づいた時、人々は二つの原理に基づいた社会設計に合意するだろうとロールズは派生して説く。それが自由に関する第一原理と格差に関する第二原理である。

### 第一原理
自由に関する原理であり、他者の自由を侵害しない範囲で最大の自由を各人は保障される。

### 第二原理
どのような格差なら許容されるかという点についての原理であり、「最も恵まれない人の境遇が改善される」「社会競争において誰に対しても公平な機会が約束されている」という二つの条件をどちらも満たす場合においてのみ許容される。